# Michael Andrew (pływak)
Michael Andrew (ur. 18 kwietnia 1999 w Aberdeen) – amerykański pływak specjalizujący się w wyścigach sprinterskich, mistrz olimpijski i mistrz świata.

## Kariera
W 2015 roku na mistrzostwach świata juniorów w Singapurze zdobył pięć medali, w tym złoto na dystansie 50 m stylem grzbietowym. Srebro wywalczył na 50 m stylem dowolnym, 50 m stylem motylkowym i w sztafecie męskiej 4 × 100 m stylem zmiennym. Andrew zdobył także brąz w mieszanej sztafecie zmiennej 4 × 100 m.
Rok później, podczas mistrzostw świata na krótkim basenie w Windsorze zwyciężył w konkurencji 100 m stylem zmiennym, ustanawiając nowy rekord świata juniorów (51,84 s). Zdobył także srebrne medale w sztafetach 4 × 50 m stylem dowolnym i zmiennym.
Na mistrzostwach świata juniorów w Indianapolis w 2017 roku wywalczył pięć medali, w tym trzy złote. Andrew był najlepszy na dystansach 50 m stylem dowolnym (21,75 s), grzbietowym (24,63 s) i motylkowym (23,22 s) i we wszystkich tych konkurencjach pobił rekordy świata juniorów. Na 50 i 100 m stylem klasycznym był trzeci.